# DDR-Meisterschaften im Turnen 1980

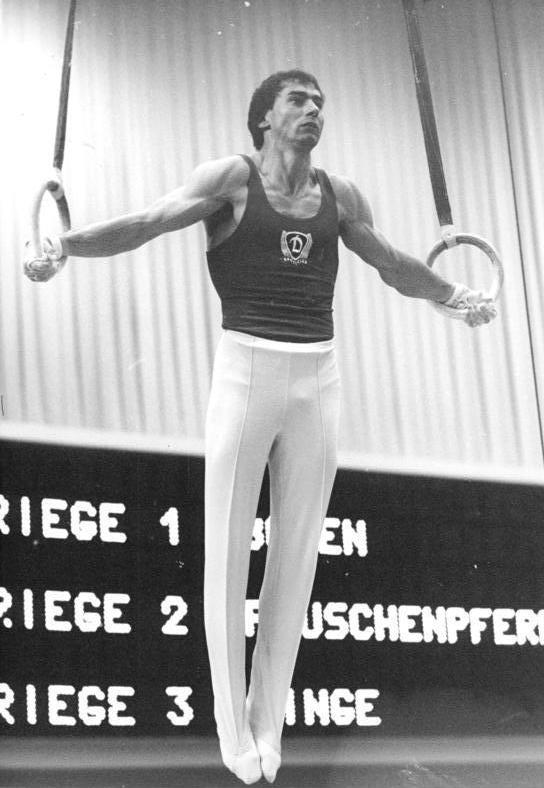
Roland Brückner gewann seinen fünften Mehrkampftiel.

Die DDR-Meisterschaften im Turnen wurden 1980 zum 31. Mal ausgetragen und fanden vom 19. bis 24. Mai in Berlin statt. Austragungsstätte war die  Dynamo-Sporthalle im Sportforum Hohenschönhausen. Im Mehrkampf verteidigten Roland Brückner und Regina Grabolle, beide vom SC Dynamo Berlin, ihre Titel aus dem Vorjahr. Für Brückner war es bereits sein fünfter Titel in Folge und zog damit mit Klaus Köste gleich, der dieses von 1968 bis 1972 schaffte. In den Gerätefinals gingen weitere sechs von zehn möglichen Titeln an die Turner vom SC Dynamo Berlin, die somit auch die erfolgreichste Mannschaft dieser Titelkämpfe stellte.

## Männer

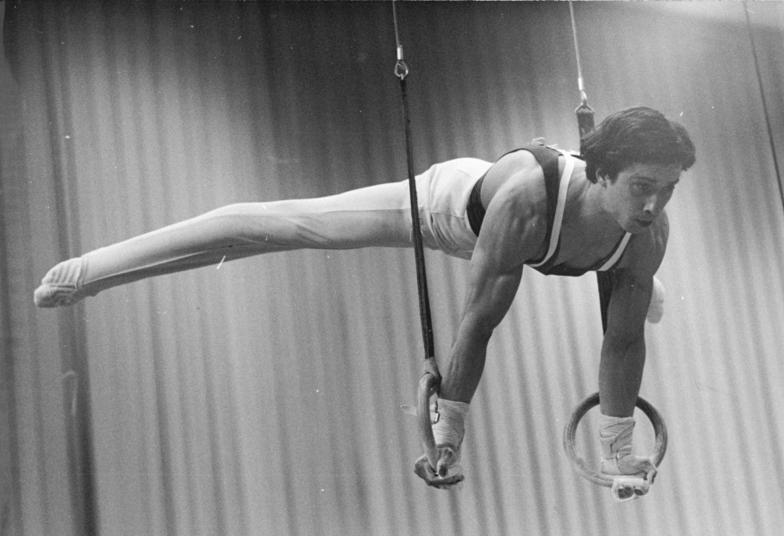
Lutz Hoffmann Vizemeister im Mehrkampf.

Mehrkampfprogramm: 19. Mai Pflicht, 21. Mai Kür und 23. Mai Mehrkampffinale

### Mehrkampf
Mit Rekord-Punktzahlen bei DDR-Meisterschaften von 56,95 Punkten im Pflichtprogramm und 56,90 Punkten in der Kür, führte Titelverteidiger Roland Brückner klar vor dem abschließenden Mehrkampffinale vor seinem Vereinskameraden Lutz Hoffmann. Im Finale erturnte Brückner noch einmal 56,90 Punkte und gewann damit seinen fünften Titel in Folge.
| Pl. | Name               | Verein               | Punkte  |
| --- | ------------------ | -------------------- | ------- |
| 1   | Roland Brückner    | SC Dynamo Berlin     | 113,825 |
| 2   | Lutz Hoffmann      | SC Dynamo Berlin     | 111,850 |
| 3   | Ralf-Peter Hemmann | SC DHfK Leipzig      | 111,300 |
| 4   | Lutz Mack          | SC Chemie Halle      | 110,325 |
| 5   | Bernd Jensch       | ASK Vorwärts Potsdam | 109,575 |
| 6   | Reinhard Rückriem  | ASK Vorwärts Potsdam | 109,550 |

### Gerätefinals
Datum: 24. Mai

Nach seiner Titelverteidigung im Sprung, gewann Mehrkampfmeister Roland Brückner noch am Boden und an den Ringen. Nach dem Sieg an den Ringen, hat er nun an allen Geräten einen Titel bei DDR-Meisterschaften errungen. In den drei restlichen Finals sicherte sich der 24-jährige Brückner jeweils den zweiten Rang. Michael Nikolay am Pauschenpferd und Ralf-Peter Hemmann am Barren errangen an ihren Geräten jeweils ihren dritten Titel in Folge. Am Reck sicherte sich Jürgen Nikolay seinen ersten Meistertitel.

#### Boden
| Pl. | Name              | Verein               | Punkte |
| --- | ----------------- | -------------------- | ------ |
| 1   | Roland Brückner   | SC Dynamo Berlin     | 19,150 |
| 2   | Lutz Hoffmann     | SC Dynamo Berlin     | 19,050 |
| 3   | Ralph Bärthel     | SC Chemie Halle      | 18,650 |
| 4   | Lutz Mack         | SC Chemie Halle      | 18,425 |
| 5   | Jürgen Nikolay    | SC Dynamo Berlin     | 18,200 |
| 6   | Reinhard Rückriem | ASK Vorwärts Potsdam | 18,125 |
| 7   | Ralph-Peter Matzk | SC Dynamo Berlin     | 17,975 |
| 8   | Richter           | ASK Vorwärts Potsdam | 17,825 |

#### Pauschenpferd
| Pl. | Name               | Verein               | Punkte |
| --- | ------------------ | -------------------- | ------ |
| 1   | Michael Nikolay    | SC Dynamo Berlin     | 19,475 |
| 2   | Roland Brückner    | SC Dynamo Berlin     | 19,175 |
| 3   | Lutz Hoffmann      | SC Dynamo Berlin     | 18,700 |
| 4   | Andreas Koch       | SC Chemie Halle      | 18,350 |
| 4   | Ulf Hoffmann       | SC Dynamo Berlin     | 18,350 |
| 6   | Ralf-Peter Hemmann | SC DHfK Leipzig      | 18,200 |
| 7   | Andrä              | SC DHfK Leipzig      | 18,150 |
| 8   | Bernd Jensch       | ASK Vorwärts Potsdam | 17,950 |

#### Ringe
| Pl. | Name               | Verein               | Punkte |
| --- | ------------------ | -------------------- | ------ |
| 1   | Roland Brückner    | SC Dynamo Berlin     | 19,000 |
| 2   | Lutz Mack          | SC Chemie Halle      | 18,825 |
| 3   | Ralf-Peter Hemmann | SC DHfK Leipzig      | 18,550 |
| 4   | Michael Nikolay    | SC Dynamo Berlin     | 18,475 |
| 5   | Lutz Hoffmann      | SC Dynamo Berlin     | 18,425 |
| 6   | Bernd Jensch       | ASK Vorwärts Potsdam | 18,375 |
| 7   | Reinhard Rückriem  | ASK Vorwärts Potsdam | 18,300 |
| 8   | Richter            | ASK Vorwärts Potsdam | 18,025 |

#### Sprung

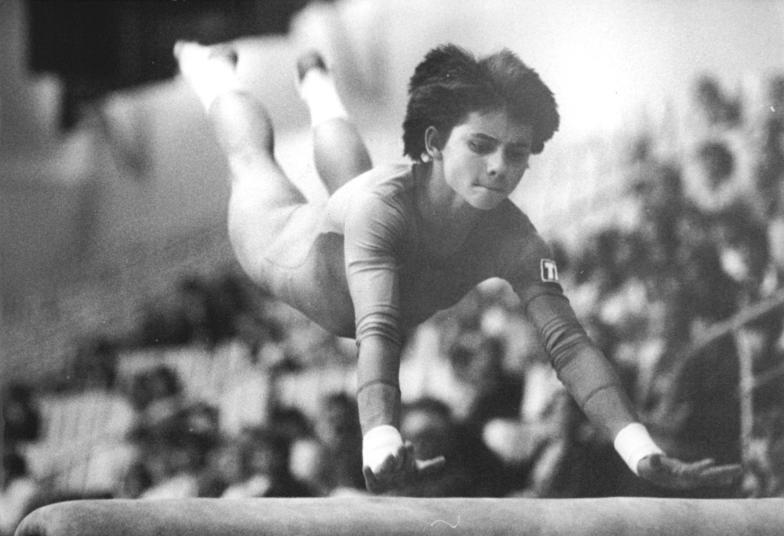
Katharina Rensch gewann den Titel im Sprung und am Boden.

| Pl. | Name               | Verein               | Punkte |
| --- | ------------------ | -------------------- | ------ |
| 1   | Roland Brückner    | SC Dynamo Berlin     | 19,000 |
| 2   | Lutz Mack          | SC Chemie Halle      | 18,875 |
| 3   | Ralf-Peter Hemmann | SC DHfK Leipzig      | 18,850 |
| 4   | Ralph Bärthel      | SC Chemie Halle      | 18,775 |
| 4   | Bernd Jensch       | ASK Vorwärts Potsdam | 18,775 |
| 6   | Lutz Hoffmann      | SC Dynamo Berlin     | 18,725 |
| 7   | Reinhard Rückriem  | ASK Vorwärts Potsdam | 18,650 |
| 8   | Richter            | ASK Vorwärts Potsdam | 18,575 |

#### Barren
| Pl. | Name               | Verein               | Punkte |
| --- | ------------------ | -------------------- | ------ |
| 1   | Ralf-Peter Hemmann | SC DHfK Leipzig      | 19,175 |
| 2   | Roland Brückner    | SC Dynamo Berlin     | 19,000 |
| 3   | Lutz Mack          | SC Chemie Halle      | 18,650 |
| 4   | Lutz Hoffmann      | SC Dynamo Berlin     | 18,525 |
| 5   | Richter            | ASK Vorwärts Potsdam | 18,450 |
| 6   | Michael Nikolay    | SC Dynamo Berlin     | 18,400 |
| 7   | Reinhard Rückriem  | ASK Vorwärts Potsdam | 18,275 |
| 8   | Friedhard Beck     | SC Chemie Halle      | 18,075 |

#### Reck
| Pl. | Name               | Verein               | Punkte |
| --- | ------------------ | -------------------- | ------ |
| 1   | Jürgen Nikolay     | SC Dynamo Berlin     | 19,150 |
| 1   | Roland Brückner    | SC Dynamo Berlin     | 18,825 |
| 3   | Reinhard Rückriem  | ASK Vorwärts Potsdam | 18,750 |
| 4   | Ralf-Peter Hemmann | SC DHfK Leipzig      | 18,650 |
| 5   | Lutz Hoffmann      | SC Dynamo Berlin     | 18,575 |
| 6   | Bernd Jensch       | ASK Vorwärts Potsdam | 18,125 |
| 7   | Michael Nikolay    | SC Dynamo Berlin     | 17,900 |
| 8   | Ulf Hoffmann       | SC Dynamo Berlin     | 16,075 |

## Frauen

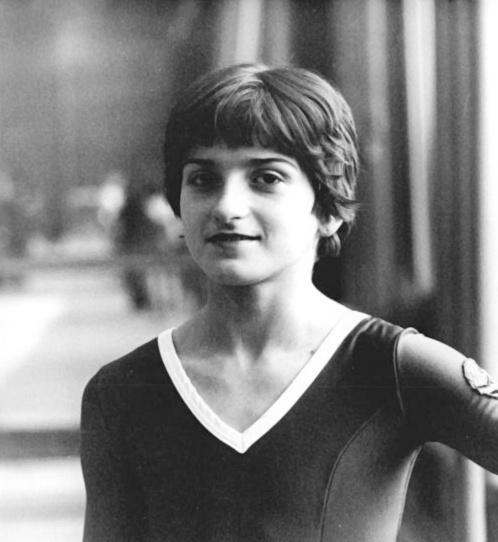
Regina Grabolle verteidigte ihren Titel im Mehrkampf.

Mehrkampfprogramm: 20. Mai Pflicht, 22. Mai Kür und 23. Mai Mehrkampffinale

### Mehrkampf
Mit Regina Grabolle verteidigte nach Angelika Hellmann (1974) erstmals wieder eine Turnerin ihren Vorjahrestitel im Mehrkampf. Bereits nach der Pflicht in Führung liegend, verteidigte sie ihren Titel knapp vor der TSC-Turnerin Katharina Rensch.
| Pl. | Name             | Verein           | Punkte |
| --- | ---------------- | ---------------- | ------ |
| 1   | Regina Grabolle  | SC Dynamo Berlin | 77,450 |
| 2   | Katharina Rensch | TSC Berlin       | 77,325 |
| 3   | Birgit Süß       | SC Chemie Halle  | 75,575 |
| 4   | Maxi Gnauck      | SC Dynamo Berlin | 75,075 |
| 5   | Karola Sube      | SC Dynamo Berlin | 73,950 |
| 6   | Silvia Hindorff  | SC Leipzig       | 73,725 |

### Gerätefinals
Datum: 24. Mai

Die 15-jährige Katharina Rensch gewann im Sprung und am Boden ihre ersten Gerätetitel. Mehrkampfmeisterin Regina Grabolle verteidigte am Schwebebalken ihren Titel aus dem Vorjahr und die Leipzigerin Steffi Kräker siegte am Stufenbarren.

#### Sprung
| Pl. | Name             | Verein                    | Punkte |
| --- | ---------------- | ------------------------- | ------ |
| 1   | Katharina Rensch | TSC Berlin                | 19,300 |
| 2   | Birgit Süß       | SC Chemie Halle           | 18,275 |
| 3   | Jana Wiersbicki  | SC Chemie Halle           | 18,150 |
| 4   | Franka Voigt     | ASK Vorwärts Frankfurt/O. | 18,075 |
| 5   | Annett Lindner   | SC Chemie Halle           | 17,900 |
| 6   | Kerstin Jacobs   | SC Chemie Halle           | 17,625 |
| 7   | Silvia Hindorff  | SC Leipzig                | 17,100 |

#### Stufenbarren
| Pl. | Name             | Verein                    | Punkte |
| --- | ---------------- | ------------------------- | ------ |
| 1   | Steffi Kräker    | SC Leipzig                | 19,525 |
| 2   | Katharina Rensch | TSC Berlin                | 19,500 |
| 3   | Regina Grabolle  | SC Dynamo Berlin          | 19,475 |
| 4   | Franka Voigt     | ASK Vorwärts Frankfurt/O. | 19,050 |
| 5   | Birgit Süß       | SC Chemie Halle           | 18,900 |
| 6   | Annett Lindner   | SC Chemie Halle           | 18,750 |
| 7   | Karola Sube      | SC Dynamo Berlin          | 18,525 |
| 8   | Münnich          | SC Leipzig                | 17,975 |

#### Schwebebalken
| Pl. | Name             | Verein           | Punkte |
| --- | ---------------- | ---------------- | ------ |
| 1   | Regina Grabolle  | SC Dynamo Berlin | 19,300 |
| 2   | Steffi Kräker    | SC Leipzig       | 19,250 |
| 3   | Karola Sube      | SC Dynamo Berlin | 18,650 |
| 4   | Annett Lindner   | SC Chemie Halle  | 18,450 |
| 5   | Silvia Hindorff  | SC Leipzig       | 18,250 |
| 6   | Birgit Süß       | SC Chemie Halle  | 18,200 |
| 7   | Katharina Rensch | TSC Berlin       | 18,000 |
| 8   | Jana Wiersbicki  | SC Chemie Halle  | 16,650 |

#### Boden
| Pl. | Name             | Verein           | Punkte |
| --- | ---------------- | ---------------- | ------ |
| 1   | Katharina Rensch | TSC Berlin       | 19,625 |
| 2   | Regina Grabolle  | SC Dynamo Berlin | 19,275 |
| 3   | Silvia Hindorff  | SC Leipzig       | 18,850 |
| 4   | Karola Sube      | SC Dynamo Berlin | 18,725 |
| 5   | Annett Lindner   | SC Chemie Halle  | 18,650 |
| 6   | Birgit Süß       | SC Chemie Halle  | 18,600 |
| 7   | Kerstin Jacobs   | SC Chemie Halle  | 18,275 |

## Medaillenspiegel
| Platz | Verein                        | Verein               | Gold | Silber | Bronze | Total |
| ----- | ----------------------------- | -------------------- | ---- | ------ | ------ | ----- |
| 1     | Logo vom SC Dynamo Berlin     | SC Dynamo Berlin     | 8    | 6      | 3      | 17    |
| 2     | Logo vom TSC Berlin           | TSC Berlin           | 2    | 2      | –      | 4     |
| 3     | Logo vom SC Leipzig           | SC Leipzig           | 1    | 1      | 1      | 3     |
| 4     |                               | SC DHfK Leipzig      | 1    | –      | 3      | 4     |
| 4     | Logo vom SC Chemie Halle      | SC Chemie Halle      | –    | 3      | 4      | 7     |
| 5     | Logo vom ASK Vorwärts Potsdam | ASK Vorwärts Potsdam | –    | –      | 1      | 1     |
|       | Total                         | Total                | 12   | 12     | 12     | 36    |